# Waniczka

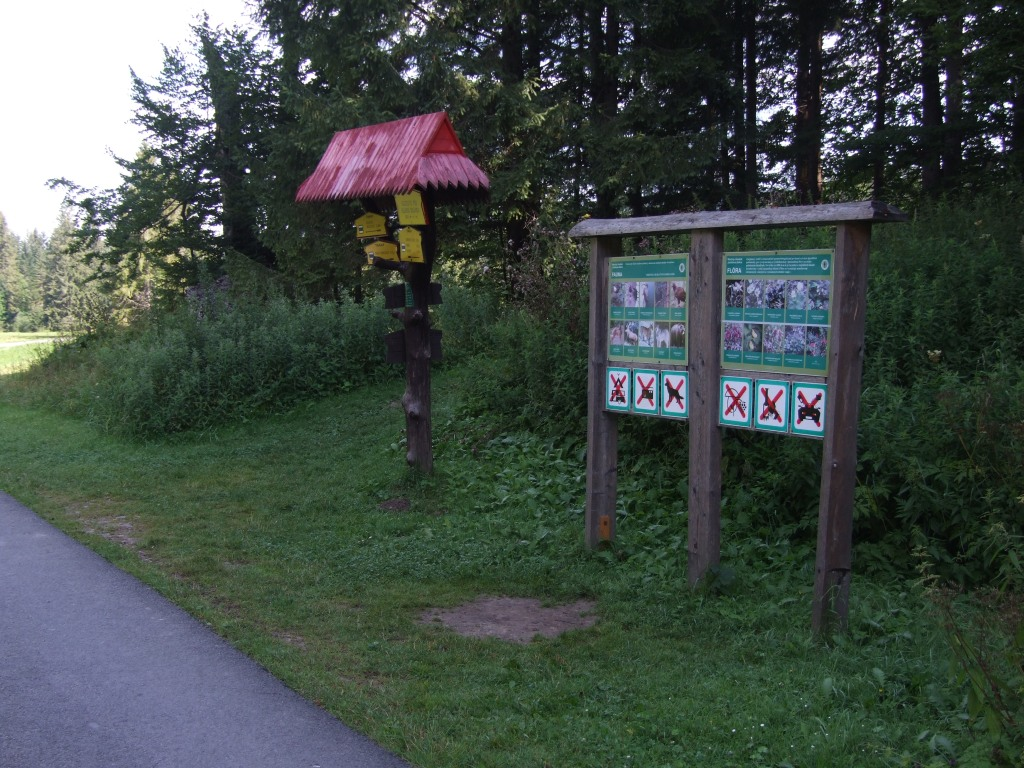
Tablice informacyjne i skrzyżowanie szlaków w górnym końcu Waniczki

Waniczka (słow. Vanička) – polana i rozdroże szlaków turystycznych przy wylocie Doliny Bobrowieckiej Orawskiej do Kotliny Orawickiej, na obszarze TANAP-u. Jest to duża i wydłużona rówień po prawej stronie Bobrowieckiego Potoku i dobrej drogi asfaltowej (zakaz wjazdu pojazdów). Jest użytkowana gospodarczo jako łąka, na jej środku znajduje się leśniczówka Bobrowiec. W górnym końcu polany, pod lasem, na wysokości 872 m n.p.m. znajduje się wiata dla turystów, tablice informacyjne i rozdroże szlaków turystycznych. Prowadzi stąd ścieżka i kładka przez Bobrowiecki Potok do źródła siarkowej wody mineralnej zwanego Kisłą Wodą (Siričitý prameň) oraz do dawnego kąpieliska termalnego Jaszczurzyca (na tę drogę brak znakowanego szlaku, obowiązuje więc zakaz wstępu).

## Szlaki turystyczne
– niebieski szlak z Orawic przez całą Dolinę Bobrowiecką  na Bobrowiecką Przełęcz.
- Czas przejścia z Orawic do Waniczki: 40 min, z powrotem tyle samo
- Czas przejścia z Waniczki na Bobrowiecką Przełęcz: 1:45 h, ↓ 1:15 h

  – żółty, łącznikowy szlak z Waniczki do skrzyżowania przy górnym końcu Szatanowej Polany u wylotu Doliny Juraniowej. Odległość 1,5 km. Czas przejścia: 20 min, z powrotem tyle samo.